# Јаблунков
Јаблунков (чеш. Jablunkov) град је у Чешкој Републици. Град се налази у управној јединици Моравско-Шлески крај, у оквиру којег припада округу Фридек-Мистек.

## Становништво
Према подацима о броју становника из 2014. године град је имао 5.727 становника.

## Партнерски градови
- Сјемјановице Слонскје
- Гоголин